# Jurij Kohl
Jurij Kohl (ur. 17 maja 1975) – rosyjski, a od 1993 niemiecki zapaśnik startujący w stylu klasycznym. Olimpijczyk z Aten 2004, gdzie zajął dziewiętnaste miejsce w kategorii 60 kg.
Dziesiąty na mistrzostwach świata w 2003. Piąty na mistrzostwach Europy w 2001 i 2005. Piąty w Pucharze świata w 1995. Trzeci w ME w 1993 roku.
Pięciokrotny mistrz Niemiec w latach: 2000, 2001, 2003, 2005, i 2009; drugi w 1993, 1994 i 2002, a trzeci w 1996 i 2008 roku.